# Rimaucourt
 Rimaucourt  es una población y comuna francesa, en la región de Champaña-Ardenas, departamento de Alto Marne, en el distrito de Chaumont y cantón de Andelot-Blancheville. 

## Demografía
| 827 | 888 | 828 | 770 | 801 | 753 |
| Para los censos de 1962 a 1999 la población legal corresponde a la población sin duplicidades (Fuente: INSEE [Consultar]) |     |     |     |     |     |